# Psammobatis rutrum
Psammobatis rutrum är en rockeart som beskrevs av Jordan 1891. Psammobatis rutrum ingår i släktet Psammobatis och familjen egentliga rockor. IUCN kategoriserar arten globalt som otillräckligt studerad. Inga underarter finns listade i Catalogue of Life.